# エマニュエル・モーリス (エルブフ公)
エマニュエル・モーリス・ド・ギーズ＝ロレーヌ（Emmanuel Maurice de Guise-Lorraine, duc d'Elbeuf, 1677年12月20日 - 1763年7月17日）は、フランスの貴族、軍人。エルブフ公（1748年 - 1763年）。

## 生涯
エルブフ公シャルル3世とその2番目の妻でテュレンヌ大元帥の姪にあたるエリザベート・ド・ラ・トゥール・ドーヴェルニュの間の息子として、パリで生まれた。スペイン継承戦争中の1706年、ナポリにおいて神聖ローマ皇帝ヨーゼフ1世に陸軍中将として仕官することになり、フランス王ルイ14世の宮廷から追放処分を受けた。ルイ14世没後の1719年、フランスに戻って資産を回復した。宮中ではエルブフ公（prince d'Elbeuf）の儀礼称号で呼ばれたが、1748年に兄アンリからエルブフ公爵家の家督を継いだ。2度結婚したが子供がなく、同族の遠戚であるランベスク公シャルル・ウジェーヌを後継ぎとした。
ナポリ滞在中にポルティチ郊外に建築家フェルディナンド・サンフェリーチェの設計により屋敷ヴィラ・デルブフ（Villa d'Elboeuf）を建てて、1711年から1716年まで住んでいた。この屋敷の井戸を掘っていた1709年、古代の円形劇場の遺跡が発見され、古代ローマ時代の都市ヘルクラネウム発掘の端緒となった。1738年、ナポリ王カルロ（後のスペイン王カルロス3世）夫妻はヴィラ・デルブフに魅了され、この地にポルティチ宮殿の建設を命じた。